# Liden blærerod
Liden blærerod (Utricularia minor) er en kødædende plante i blærerod-familien. Det er en op til 30 centimeter lang vandplante uden rødder, men med flere gange delte blade, der som regel har fangstblærer. Blomsterne er samlet i en klase over vandoverfladen og består af gule maskeblomster med et todelt bæger. Liden blæreod har ikke blomster med spore som de øvrige danske blærerod-arter, men har en skålformet udposning på blomsten. Desuden er bladenes trådformede afsnit uden børster i randen, men har en enkelt endestillet børste. Kronens underlæbe er blot 0,5-0,8 centimeter lang.

## Udbredelse
I Danmark er liden blærerod temmelig almindelig i Vest- og Nordvestjylland i søer, vandhuller og grøfter, mens den er sjælden i resten af landet.
Liden Blærerod findes også i Grønland.